# The Fatal Glass of Beer
The Fatal Glass of Beer er en amerikansk stumfilm fra 1916 af Tod Browning.

## Medvirkende
- Jack Brammall som John.
- Elmo Lincoln.
- Tully Marshall som Henry.
- Teddy Sampson som Nell.